# Governo do País Basco
O Governo do País Basco (em basco: Eusko Jaurlaritza) é o governo autônomo do País Basco, Espanha. Está composto pelo Presidente (lehendakari), que é o chefe do governo, eleito pelo Parlamento a cada quatro anos, e pelos conselheiros que o próprio Presidente escolhe. Sua sede encontra-se em Vitoria-Gasteiz, a capital do País Basco.
Desde 15 de dezembro de 2012, seu Presidente (Lehendakari) é Iñigo Urkullu.

## Lista de Presidentes
- Governo de Euzkadi (Segunda República e exílio) (1936-1978):
  - 1936-1960: José Antonio Aguirre (EAJ-PNV) (no exílio desde 1937)
  - 1960-1979: Jesús María de Leizaola (EAJ-PNV) (volta do exílio em 1979)

- Conselho Geral Basco (Instituição pré-autonômica) (1978-1980):
  - 1978-1979: Ramón Rubial (PSE)
  - 1979-1980: Carlos Garaikoetxea (EAJ-PNV)

- Governo Basco (desde 1980):
  - 1980-1985: Carlos Garaikoetxea (EAJ-PNV)
  - 1985-1999: José Antonio Ardanza (EAJ-PNV)
  - 1999-2009: Juan José Ibarretxe (EAJ-PNV)
  - 2009-2012: Patxi López (PSE-EE)
  - 2012-atualidade: Iñigo Urkullu (EAJ-PNV)